# Trosnyk
Trosnyk (ukr. Тросник) – wieś na Ukrainie, w obwodzie zakarpackim, w rejonie berehowskim, w hromadzie Wynohradiw. W 2023 liczyła 2249 mieszkańców, spośród których 2209 wskazało jako ojczysty język ukraiński, 40 węgierski.